# II/198 Gruziński Batalion Polowy
II/198 Gruziński Batalion Polowy (niem. Georgisches Feld-Bataillon II/198, ros. II/198-й грузинский батальон) - oddział wojskowy Wehrmachtu złożony z Gruzinów podczas II wojny światowej.

## Historia
Batalion został sformowany 7 listopada 1942 r. na okupowanej Ukrainie na bazie IV Batalionu Rezerwowego, istniejącego od października tego roku. Miał pięć kompanii. Na jego czele stał mjr Excer, a następnie kpt. Schultz. Wchodził formalnie w skład Legionu Gruzińskiego. Był przeznaczony dla niemieckiej 198 Dywizji Piechoty, ale z powodu odwrotu Niemców z Kaukazu na pocz. 1943 r., batalion na pocz. maja tego roku podporządkowano Grupie Armii Południe. W połowie 1943 r. krótko przed rozpoczęciem operacji Zitadell wszedł w skład 198 DP, znajdującej się w rezerwie 1 Armii Pancernej. Następnie podporządkowano go III Korpusowi Pancernemu. Ochraniał linie komunikacyjne w rejonie okupowanego Charkowa. Po rozpoczęciu sowieckiej kontrofensywy brał udział na pocz. sierpnia w walkach obronnych. Jesienią 1943 r. prowadził działania ochronne w rejonie Krzemieńczuka i Kirowogradu. Na początku grudnia przeniesiono go do północnych Włoszech. Przeszedł pod zwierzchnictwo II Korpusu Pancernego SS. Zwalczał partyzantkę w okolicy Bresci.